# Moki Cherry
 (décembre 2024).
Si vous disposez d'ouvrages ou d'articles de référence ou si vous connaissez des sites web de qualité traitant du thème abordé ici, merci de compléter l'article en donnant les références utiles à sa vérifiabilité et en les liant à la section « Notes et références ».
Moki Cherry (née Monika Marianne Karlsson ; 8 février 1943 - 29 août 2009) est une artiste et designer suédoise qui travaille dans le textile, le design de mode, la tapisserie, la peinture, le collage, la céramique et la scénographie.
Sa production artistique, qui touche à l'art visuel, la musique et au théâtre, est influencée par l'art et la musique indiennes, le bouddhisme tibétain, la mode, les arts et les vêtements traditionnels, l'abstrait, les dessins animés et le pop art.
À partir de 1977, elle partage son temps entre Tågarp, en Suède, et Long Island City à New York, aux États-Unis. Moki Cherry a collaboré avec son mari, le trompettiste de jazz américain Don Cherry, tout au long de sa vie - ils ont joué dans des concerts sous le nom de Organic Music, où ses œuvres étaient également exposées. Ils ont également organisé des ateliers pour enfants, et ses créations sont apparues sur les pochettes d'album de Don Cherry. Elle a aussi réalisé les costumes qu'il porte pendant ses concerts.

## Biographie

### Jeunesse
Moki Cherry (Monika Marianne Karlsson) naît le 8 février 1943 à Storheden, une ville entre Luleå et Gammelstad à Norbotten, en Suède. Son père, Oskar Verner Karlsson, dirigeait la gare, et sa mère, Justina Marianne Karlsson, le bureau de poste. Plus tard, la famille Karlsson a déménagé à travers le pays, là où son père était en poste.
En 1962, Moki Cherry déménage à Stockholm pour étudier la mode et le textile à la Beckman's School of Design (sv), où elle s'est spécialisée dans l'illustration, la conception de patrons et la conception de vêtements. Elle est devenue amie avec sa collègue artiste Susanne Beckman alors qu'elles étudiaient tous les deux à l'école.
À Stockholm, Karlsson a également rencontré un étudiant sierra-léonais nommé Ahmadu Jah (1936–2018), qui avait reçu une bourse pour étudier le génie civil au KTH Royal Institute of Technology. En 1964, ils ont une fille, Neneh Mariann Karlsson.
Elle rencontre le musicien de jazz Don Cherry en 1963 alors qu'il est en tournée à Stockholm avec Sonny Rollins. Moki et Don ont appris à se connaître davantage au cours des années suivantes lorsque Don est revenu à Stockholm pour jouer des concerts.

### Carrière
Moki est diplômée de Beckman en 1966 et s'est rendue à New York pour travailler dans la mode et rejoindre Don qui y vivait à l'époque. À New York, elle a travaillé dans la peinture, la tapisserie et le design de mode, et c'est ici que la collaboration créative entre elle et Don a commencé. Ses tapisseries ont été utilisées pour créer des environnements colorés pour les concerts et les pochettes d'albums de Don, comme les couvertures de Brown Rice, Relativity Suite et Organic Music Society, la première pochette d'album qu'elle a réalisée étant un dessin sur la pochette de Where is Brooklyn? en 1969. Moki était également reconnue en tant que jeune artiste-designer et s'est vu offrir un travail de design permanent avec le photographe Bert Stern. Elle refuse, et retourne à Stockholm avec Don et Neneh. L'année suivante, Moki Cherry a donné naissance à son deuxième enfant, Eagle-Eye, à Stockholm, qui est également musicien.
Quand Moki et Don Cherry sont retournés en Suède en 1967, ils ont nommé leur collaboration créative en duo Movement et l'ont rebaptisée plus tard Organic Mucic ou Organic Music Theatre. Le premier concert qu'ils ont fait sous ce nom a eu lieu à ABF Huset à Stockholm où Moki Cherry a conçu le décor et a peint en direct pendant le concert. En 1969, Moki Cherry et Don quittent Stockholm avec leurs enfants pour se rendre à New York où ils louent un loft à Manhattan, puis une maison à Congers. Cette même année, la jeune famille part en tournée en France, l'Italie et la Turquie et vécut ensemble dans le bus de tournée. Suivent des tournées sous le nom de Organic Music à travers l'Europe. Moki a joué du tambûr dans les concerts, entourées par ses réalisations artistiques. Le couple a également organisé des ateliers de musique pour les enfants en Suède jusqu'en 1977.
En 1970, Moki et sa famille ont déménagé dans le Vermont parce que Don a été invité à être artiste en résidence et à enseigner au Dartmouth College pendant deux semestres. Pendant leur séjour, Moki et Don ont collaboré avec des étudiants pour faire un opéra, et le week-end, ils laissent les étudiants venir répéter chez eux. Après cela, ils sont retournés en Suède et ont acheté une ancienne école à Tågarp.
Les Cherry ont participé à une exposition organisée par Pontus Hultén intitulée Utopias and Visions 1871-1981 ( Utopier och Visioner 1871-1981 ) au Moderna Museet de Stockholm pendant l'été 1971. Ils ont vécu et joué dans un dôme géodésique construit par Bengt Carling sur les principes de Buckminster Fuller pendant trois mois. Pendant la journée, ils organisent des ateliers de musique et des événements avec le public, en collaboration avec le groupe de musique expérimentale japonais Taj Mahal Travellers. Moki a créé des costumes et des œuvres d'art dans le dôme pendant cette résidence, notamment un mandala qu'elle peignait sur le sol chaque jour.
Après cette période, Don et Moki Cherry ont filmé une série de programmes télévisés pour enfants à Tågarp, ainsi qu'une série de programmes radiophoniques pour enfants en suédois. Ils ont continué à partir en tournée ensemble et ont voyagé dans le sud de la France pour se produire dans des festivals de jazz, puis en Italie.
En 1973, Moki a eu sa première exposition personnelle de tapisseries et de peintures à la galerie 1 de Stockholm, qui présentait des tapisseries, des peintures et des concerts, ainsi qu'une plus petite reconstitution du dôme construit par Bengt Carling dans lequel ils vivaient deux années avant.

### Tågarp
La maison des Cherry, dans l'ancienne école de Tågarp, était un espace commun où des spectacles de musique, des projections de films et des expositions avaient lieu dans le cadre d'un collectif artistique (Tågarp Skola Kulturförening). En 1978, Moki a fondé Octopuss Theatre, une troupe de théâtre pour enfants, à l'école Tågarp avec son amie Anita Roney et le fils de cette dernière, Shanti Roney. Moki a réalisé les décors et les costumes du groupe, qui s'est produit à Malmö, à Göteborg et à Stockholm au Moderna Museet. Certains enfants de la troupe de théâtre ont ensuite fait carrière dans la musique, le théâtre et les médias.

### Années 1980 et après
Au cours des années quatre-vingt, Moki Cherry avait des expositions de ses œuvres en Suède et à New York. Elle a moins collaboré avec son époux (même si elle a toujours conçu des pochettes d'album et des vêtements pour lui). En 1981, Moki a commencé sa série de sculptures "Talking Heads" qui étaient faites de bois et de jeux de lumière. Au cours des années 1990, elle vit surtout à New York où elle a travaillé comme scénographe pour Apollo Theatre à Harlem, et à travailler la céramique à Greenwich House Pottery. Elle pratique le collage au cours des années 2000 et la peinture et la tapisserie avant sa mort.

### Mort et héritage
Moki Cherry meurt le 29 août 2009 à Tågarp. Sa production artistique suscite un intérêt croissant depuis sa mort en 2009. Une exposition lui est consacrée au Moderna Museet de Stockholm en 2016, à Paris en 2018, et à New York en 2019. Ses travaux sont aussi présentés dans d'autres expositions, comme la rétrospective consacrée à Linder Sterling au Nottingham Contemporary en 2018.

## Collections publiques
- Centre Pompidou, Paris, France
- Collezione Maramotti, Reggio Emilia, Italie
- Muzeum Susch, Zernez, Suisse
- Malmö Konstmuseum, Malmö, Suède
- Moderna Museet, Stockholm Suède [2]

## Liste des expositions

### Expositions individuelles
- 1973 Galleri 1, Stockholm, Suède
- 1979 Galerie LAX 814, Los Angeles, États-Unis
- 1981 Sydkrafts Konstförening, Malmö, Suède
- 1984 Galleri Erichs, Malmö, Suède
- 1986 Klippt och Skuret, Kristianstads Länsmuseum, Suède
- 1991 Galleri Händer, Stockholm, Suède
- 1992 Station Skelderhus Galleri, Ängelholm, Suède
- 1992-3 Église Saint-Pierre, NYC, États-Unis
- 1997 Lysande Konst, Galleri Ping Pong, Malmö, Suède
- 2003 Kulturhuset, Hässleholm, Suède
- 2007 Sleight of Hand - Collages par Moki Cherry, Art-O-Mat, Long Island City, États-Unis
- 2008 Exposition Don Cherry, Sant'Anna Arresi Jazz Festival, Sardaigne, Italie
- 2012 Arkitekturmuseet, Moderna Museet, Stockholm, Suède
- 2016 Moment - Moki Cherry, Moderna Museet, Stockholm, Suède
- 2018 Air de Paris, Paris, France
- 2019 Ceramics & Collages, Kerry Schuss Gallery, NYC, États-Unis
- 2019 Life & Art in Tågarp, organisée par Naima Karlsson, Bjärnum, Suède [8]

### Expositions de groupe
- 1971 Utopier och visioner 1871-1981, Moderna Museet, Stockholm, Suède
- 1977 The Loft, NYC, États-Unis
- 1980 Music in Art, DC Space, Washington, États-Unis
- 1983 Earworks, Grommet Gallery, NYC, États-Unis
- 1985 EEK, RIAH & Art Café, NYC, États-Unis
- 1985 Icon, Todd Capp, NYC, États-Unis
- 1985 Micro Wave, Now Gallery, NYC, États-Unis
- 1986 Fusion Art, 57 Stanton Street, NYC, États-Unis
- 1986 Jazzart, Museum of Art, Göteborg, Suède
- 1986 Moving Installation, Freddy the Dreamer, NYC, États-Unis
- 1986 Watermelon Show, Gallery Hirondelle, NYC, États-Unis
- 1987 Animals, Todd Capp, NYC, États-Unis
- 1996 Listening to Clay, Greenwich House Pottery, NYC, États-Unis
- 2004 Tomarps Kungsgård, Kvidinge, Suède
- 2006 Light My Ire Redux, Fusion Arts Museum, NYC, États-Unis
- 2007 Galleri Persson, Malmö, Suède
- 2008 Pool Art Fair, Chelsea Hotel, NYC, États-Unis
- 2008 Tonie Roos, Moki Cherry, Susanne Beckman, Landskrona Konsthall, Landskrona, Suède
- 2009 Galleri Kleerup, Stockholm, Suède
- 2016 Ropen Skalla - Konsten åt Alla! (Écoutez l'appel - Art pour tous! ), Malmö Konstmuseum, Malmö, Suède
- 2016 Textila Undertexter, Marabouparken Konsthall, Stockholm, Suède
- 2017 Textila Undertexter (Textile Subtexts), Malmö Konstmuseum, Malmö, Suède
- 2018 Air de Paris à la FIAC, Paris, France
- 2018 House of Fame, rétrospective élargie organisée par Linder Sterling, Nottingham Contemporary, Nottingham, Royaume-Uni
- 2018 Attracteurs étranges Vol. 2, organisée par Bob Nickas, Kerry Schuss Gallery, NYC, États-Unis
- 2019 A Seed's A Star, par Constance Tenvik, Loyal Gallery, Stockholm, Suède

### Productions
- 1966-1977 Tournées et ateliers de Organic Music avec Don Cherry, Europe et États-Unis
- 1967 Scénographie pour la première diffusion couleur, Télévision France, France
- 1969 Scénographie pour une émission de télévision, Ankara, Turquie
- 1970 Opéra avec 100 étudiants, Dartmouth College, New Hampshire, États-Unis
- 1971 Conception et production pour Children's Television, Piff, Paff, Puff, TV 2, Stockholm, Suède
- 1972 Elefantasi, émission de radio pour enfants avec Don Cherry, Sveriges Radio, Suède
- 1974 Atelier des Enfants avec Don Cherry, commandé par Pontus Hultén, Centre Beaubourg, Paris, France
- 1978-85 Costumes et scénographie pour le théâtre pour enfants, Octopuss Theatre, Tågarp, Suède
- 1979 Atelier des Enfants, Centre Pompidou, Paris, France
- 1980 Conception et construction de costumes, Man and Amanda, TV 2, Stockholm, Suède
- 1981 Costume de théâtre et scénographie, Lördags Godis, Suède
- 1987 Costumes et scénographie, Ruby's Lives, écrit et interprété par Lanny Harrison, Gallery Theatre, Barnsdall Art Park, Los Angeles, États-Unis